# Xứ Đông

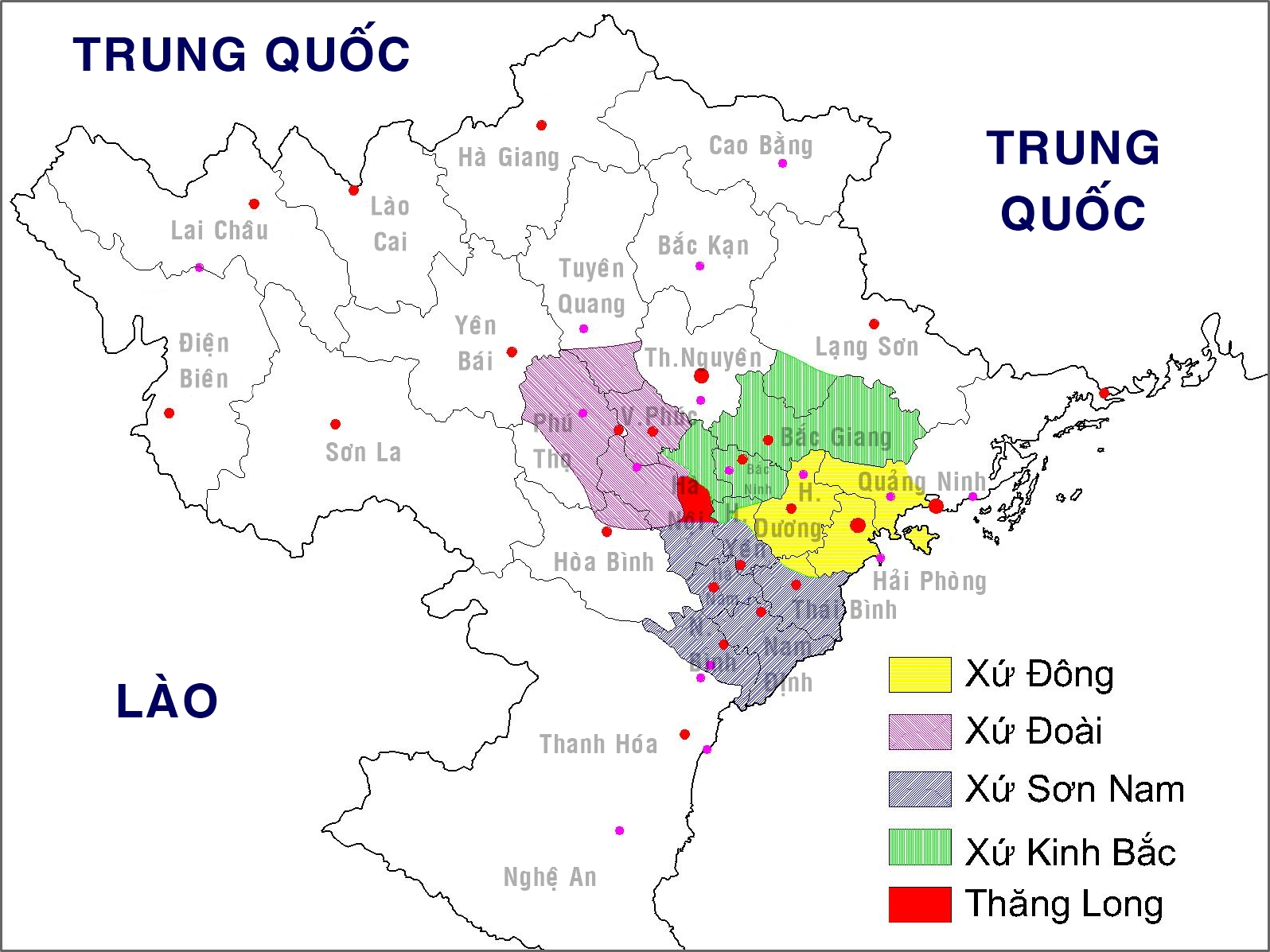
Vị trí trấn Đông (màu vàng) trong tứ trấn Thăng Long

Xứ Đông, hay còn gọi là trấn Hải Đông hoặc trấn Hải Dương, là một trấn cổ ở phía Đông của Kinh thành Thăng Long xưa. Xứ Đông có hạt nhân là trấn Hải Đông xưa, nay là thành phố Hải Dương, bao gồm một vùng văn hóa rộng lớn ở Đông Bắc đồng bằng sông Hồng, gồm thành phố Hải Phòng và một phần đất thuộc các tỉnh Quảng Ninh và Hưng Yên.
Họ Khúc gốc xứ Đông ở đầu thế kỷ X là những người đi tiên phong trong việc đặt nền móng sơ khai cho nền tự chủ của các triều đại quân chủ phong kiến Việt Nam về sau. Trong nhiều thế kỷ, xứ Đông đã là một trong những trung tâm lớn bậc nhất của các hoạt động kinh tế và văn hóa sôi động của quốc gia Đại Việt, đặc biệt là giai đoạn từ thời Trần cho tới thời Mạc. Đây là nơi hình thành của Thiền phái Trúc Lâm (Yên Tử) đời Trần, do Thái thượng hoàng Trần Nhân Tông sáng lập. Bên cạnh vai trò là tên gọi của một vùng địa lý cổ, danh xưng xứ Đông thời cận và hiện đại cũng có thể dùng để nói về những đặc trưng của một tiểu vùng văn hóa thuộc miền Bắc Việt Nam, với trung tâm truyền thống nằm ở hai tỉnh thành là Hải Dương và Hải Phòng (cũng bao gồm một phần của Hưng Yên và Quảng Ninh ngày nay). Đất và người xứ Đông đã có những đóng góp mang tính nền tảng cho nền văn hóa tinh hoa của Việt Nam trong nhiều thế kỷ. Trong lĩnh vực văn chương bác học (phân biệt với nền văn học truyền miệng ra đời trong dân gian) của Việt Nam từ buổi sơ khai ở thời trung đại (giai đoạn chủ yếu từ thế kỷ 11 trở đi) có những tác gia lớn như Nguyễn Trãi, Nguyễn Bỉnh Khiêm, Nguyễn Dữ, Phạm Đình Hổ... cho tới thời hiện đại với nhóm cách tân văn học Tự Lực Văn Đoàn gồm những thành viên trụ cột như Nhất Linh, Khái Hưng, Hoàng Đạo, Thạch Lam,... Tân nhạc Việt Nam thời kỳ đầu có những đại diện ưu tú của xứ Đông như Phạm Tuyên, Đỗ Nhuận, Hoàng Quý, Văn Cao, Đoàn Chuẩn...

## Cương vực
Xứ Đông xưa gồm 4 phủ (18 huyện), cụ thể như sau:
- Phủ Thượng Hồng có 3 huyện:

1. Đường Hào: nay là Mỹ Hào (Hưng Yên)
2. Đường An: nay là Bình Giang (Hải Phòng)
3. Cẩm Giàng.

- Phủ Hạ Hồng có 4 huyện:

1. Gia Phúc: nay là Gia Lộc (Hải Phòng)
2. Tứ Kỳ
3. Thanh Miện
4. Vĩnh Lại: nay là Vĩnh Bảo, Ninh Giang (Hải Phòng).

- Phủ Nam Sách có 4 huyện:

1. Thanh Hà.
2. Thanh Lâm: nay là Nam Sách (Hải Phòng).
3. Tiên Minh: nay là Tiên Lãng (Hải Phòng).
4. Chí Linh

- Phủ Kinh Môn có 7 huyện:

1. Giáp Sơn: nay là Kinh Môn (Hải Phòng).
2. Đông Triều: nay là Uông Bí, Đông Triều thuộc Quảng Ninh
3. An Lão: thuộc Hải Phòng
4. Nghi Dương: nay gồm huyện Kiến Thụy, quận Đồ Sơn và quận Kiến An thuộc Hải Phòng
5. Kim Thành
6. Thủy Đường: nay là Thủy Nguyên (Hải Phòng)
7. An Dương: thuộc Hải Phòng

Vì trấn lị ở phía Đông kinh thành, nên xứ Đông cũng được gọi là trấn Đông hay trấn Chấn, phạm vi văn hóa xứ Đông nằm ở miền duyên hải của Bắc bộ.

## Lịch sử
Xứ Đông là một trong những khu vực có dấu ấn lịch sử của người Việt từ thời thượng cổ, đặc biệt ở các khu vực ven biển thuộc Quảng Ninh và quần đảo Cát Bà ngày nay. Ở giai đoạn sơ khai trong lịch sử dựng nước của người Việt Nam sau thời kỳ một ngàn năm Bắc thuộc, hay còn được gọi là thời kỳ tự chủ Việt Nam, dòng họ Khúc người xứ Đông là những người có vai trò đặt nền móng cho những người đến sau như Ngô Quyền và Đinh Bộ Lĩnh. Thời kỳ Mạc đóng đô ở Thăng Long (1527-1592), phần lớn vùng xứ Đông vừa là đất căn bản (phát tích) của họ Mạc vừa đóng vai trò như kinh đô thứ hai của nhà Mạc, sau khi Thái thượng hoàng Mạc Đăng Dung chủ động nhường ngôi cho con trưởng là Mạc Thái Tông (Mạc Đăng Doanh) rồi trở về quê hương Cổ Trai xây dựng đô thị Dương Kinh, được nhiều nhà nghiên cứu xem là đô thị ven biển thực sự đầu tiên của Việt Nam.

## Kinh tế
Gốm Chu Đậu-Mỹ Xá bắt nguồn từ thời Lê sơ nhưng phát triển cực thịnh vào thời Mạc và cũng suy tàn theo triều Mạc vào cuối thế kỷ 16.

## Văn hóa
Về mặt truyền thống, vùng trọng tâm văn hóa của xứ Đông thuộc 2 tỉnh-thành Hải Dương và Hải Phòng ngày nay là nơi có nhiều đóng góp cho nền văn hóa Việt Nam. Từ thời nhà Trần qua thời Lê sơ đến thời nhà Mạc, vùng này là một trong những trung tâm văn hóa lớn nhất của Đại Việt. Thời Mạc thịnh trị, kinh tế và văn hóa xứ Đông vẫn duy trì vị trí của một trong những trung tâm hàng đầu bởi là nơi phát tích của nhà Mạc và là nơi đặt kinh đô thứ hai Dương Kinh của triều đại.

### Văn học
Vùng này là nơi đặc biệt gắn bó với cuộc đời và sự nghiệp sáng tác của 2 trong số những tác gia văn học thực sự lớn đầu tiên của Việt Nam, Nguyễn Trãi (1380–1442) và Nguyễn Bỉnh Khiêm (1491–1585). Đó là những người mà tác phẩm của họ có sự dồi dào về số lượng, phong phú về thể tài và có ảnh hưởng quan trọng đến tiến trình phát triển của nền thơ văn dân tộc, đặc biệt là trong văn học viết. Một yếu tố quan trọng nữa ở các tác gia này là phần lớn tác phẩm của họ vẫn còn được lưu truyền qua nhiều biến động của lịch sử để hậu thế ngày nay có thể nghiên cứu và đánh giá một cách tương đối toàn diện về sự nghiệp văn chương của họ.
Trong thể loại văn xuôi, Nguyễn Dữ ở thế kỷ 16 với kiệt tác Truyền kỳ mạn lục được xem là một cột mốc ghi dấu trong lịch sử văn học trung đại Việt Nam. Thời kỳ cuối thế kỷ XVIII và đầu thế kỷ XIX, có Phạm Đình Hổ với Vũ trung tùy bút và Tang thương ngẫu lục. Thời hiện đại, vùng này là nơi khởi phát của một phong trào cách tân văn học mang tính tiên phong của Việt Nam là nhóm Tự Lực văn đoàn với những tác gia nổi bật như Nhất Linh (Nguyễn Tường Tam), Khái Hưng (Trần Khánh Giư), Thạch Lam... Cũng có nhiều người không sinh ra ở xứ Đông nhưng có thời gian dài sống và sáng tác tại đây như Nguyên Hồng...

### Tôn giáo
Thời Trần, Thiền phái Trúc Lâm (Trúc Lâm Yên Tử) được Trần Nhân Tông sáng lập ở Yên Tử. Nơi đây (nay thuộc Uông Bí, Quảng Ninh) cũng gắn bó với cuộc đời tu hành của Tuệ Trung Thượng Sỹ. Sau giai đoạn độc tôn Nho giáo của nhà Lê sơ, dưới thời Mạc Phật giáo trở lại một thời kỳ phục hưng ảnh hưởng của nó trong đời sống xã hội ở cả tầng lớp quý tộc và bình dân.
Vai trò của ngôi đình Việt truyền thống (với chức năng là nơi thờ thành hoàng và là nơi hội họp của dân chúng) có thể bắt nguồn từ thời Lê sơ nhưng được định hình rõ ở thời Mạc, đặc biệt xung quanh vùng đồng bằng sông Hồng.

### Âm nhạc
Trong Tân nhạc có Đỗ Nhuận, Văn Cao, Hoàng Quý (sáng lập Nhóm Đồng Vọng)... là những người sinh trưởng trên đất xứ Đông có đóng góp quan trọng cho nền âm nhạc hiện đại của Việt Nam.

### Nghệ thuật chèo xứ Đông
Chèo là loại hình nghệ thuật sân khấu cổ truyền Việt Nam. Chèo phát triển mạnh ở phía bắc Việt Nam với trọng tâm là vùng đồng bằng sông Hồng cùng hai khu vực lan tỏa là trung du miền núi Bắc Bộ và Bắc Trung Bộ. Loại hình sân khấu này phát triển cao, giàu tính dân tộc. Chèo được hình thành từ thế kỷ 10, tại Kinh đô Hoa Lư (Ninh Bình), tồn tại trong cung đình đến thế kỷ 15 thì được trả hoàn toàn về với người dân.
Không gian nghệ thuật chèo đồng bằng sông Hồng chia ra làm 4 chiếng chèo Đông - Đoài - Nam - Bắc. Chiếng Chèo là những phường Chèo hoạt động trong một vùng văn hóa, địa lý nhất định. Mỗi chiếng có những "ngón nghề" riêng, kỹ thuật riêng, khó lưu truyền và phát triển ra đến bên ngoài do sự khác nhau trong phong cách nghệ thuật dựa trên cơ sở dân ca, dân vũ và văn hóa địa phương, chỉ người trong chiếng mới diễn được với nhau.
Chiếng chèo Đông gồm khu vực các tỉnh Hải Dương, Hải Phòng, Quảng Ninh và phía bắc Hưng Yên. Vùng này xưa là trấn Hải Đông, quê hương của bà tổ nghệ thuật sân khấu chèo Phạm Thị Trân và các nghệ sĩ có đóng góp lớn cho sự phát triển của nghệ thuật chèo như: các cố NSND Trùm Thịnh, Trùm Bông, cố NSND Trịnh Thị Lan, cố NSND Nguyễn Thị Minh Lý, NSND Minh Huệ, NSND Thúy Mơ (Hải Dương); NSND Hoàng Lan, NSND Mạnh Phóng, NSND Hoa Tâm (Hưng Yên), NSND Trần Bảng (Hải Phòng)
Chèo xứ Đông thiên về lối diễn mực thước, đĩnh đạc, tinh tế và lối hát chậm rãi, chau chốt. Chèo Đông hợp với các vai diễn nho sinh, kép chính, đào chín, ông lão, bà lão và không độc đáo bằng chèo xứ Nam ở các vai diễn hề và đào lệch. Ngày nay chiếng chèo Đông có các đơn vị nghệ thuật chuyên nghiệp như: nhà hát Chèo Hải Dương, Đoàn Chèo Hải Phòng, Đoàn Chèo Quảng Ninh

## Danh nhân tiêu biểu
Đây là quê hương của Nguyễn Trãi, Mạc Đĩnh Chi, Nguyễn Bỉnh Khiêm, Tuệ Tĩnh, Phạm Ngũ Lão, Lê Hữu Trác, Phạm Sư Mạnh, Phạm Đình Hổ, Khúc Thừa Dụ, Nguyễn Thị Duệ, Vũ Hữu, Phạm Quỳnh...

## Di tích lịch sử
Ngoài các di tích quốc gia đặc biệt như Khu di tích Côn Sơn - Kiếp Bạc, Khu di tích nhà Trần tại Đông Triều, Bãi cọc Bạch Đằng, quần đảo Cát Bà và Quần thể di tích danh thắng Yên Tử, xứ Đông còn có nhiều di tích gắn liền với các danh nhân như: Đền thờ Chu Văn An, Đền thờ Nguyễn Thị Duệ, Đền thờ Nguyễn Bỉnh Khiêm, Đền Cao, văn miếu Mao Điền...

## Sản vật và ẩm thực
Đặc sản xứ Đông nổi tiếng là: bánh đậu xanh Hải Dương, bánh gai Ninh Giang, vải thiều Thanh Hà, rươi Tứ Kỳ, bánh giầy Gia Lộc, chả mực Hạ Long, cà sáy Tiên Yên, rượu mơ Yên Tử, bánh đa cua Hải Phòng...

## Hình ảnh

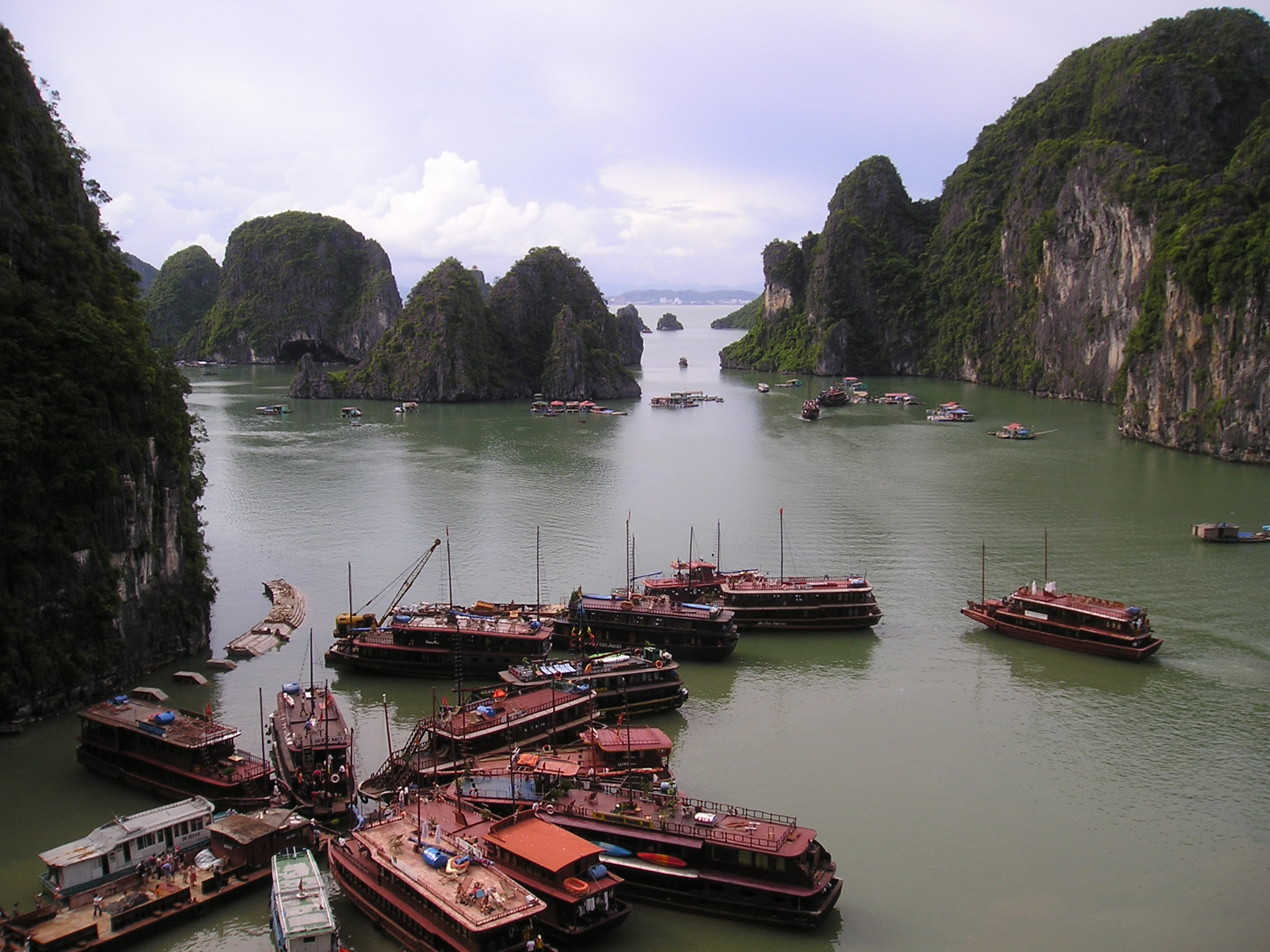
Vịnh Hạ Long, 1 trong 7 kỳ quan thiên nhiên của thế giới.
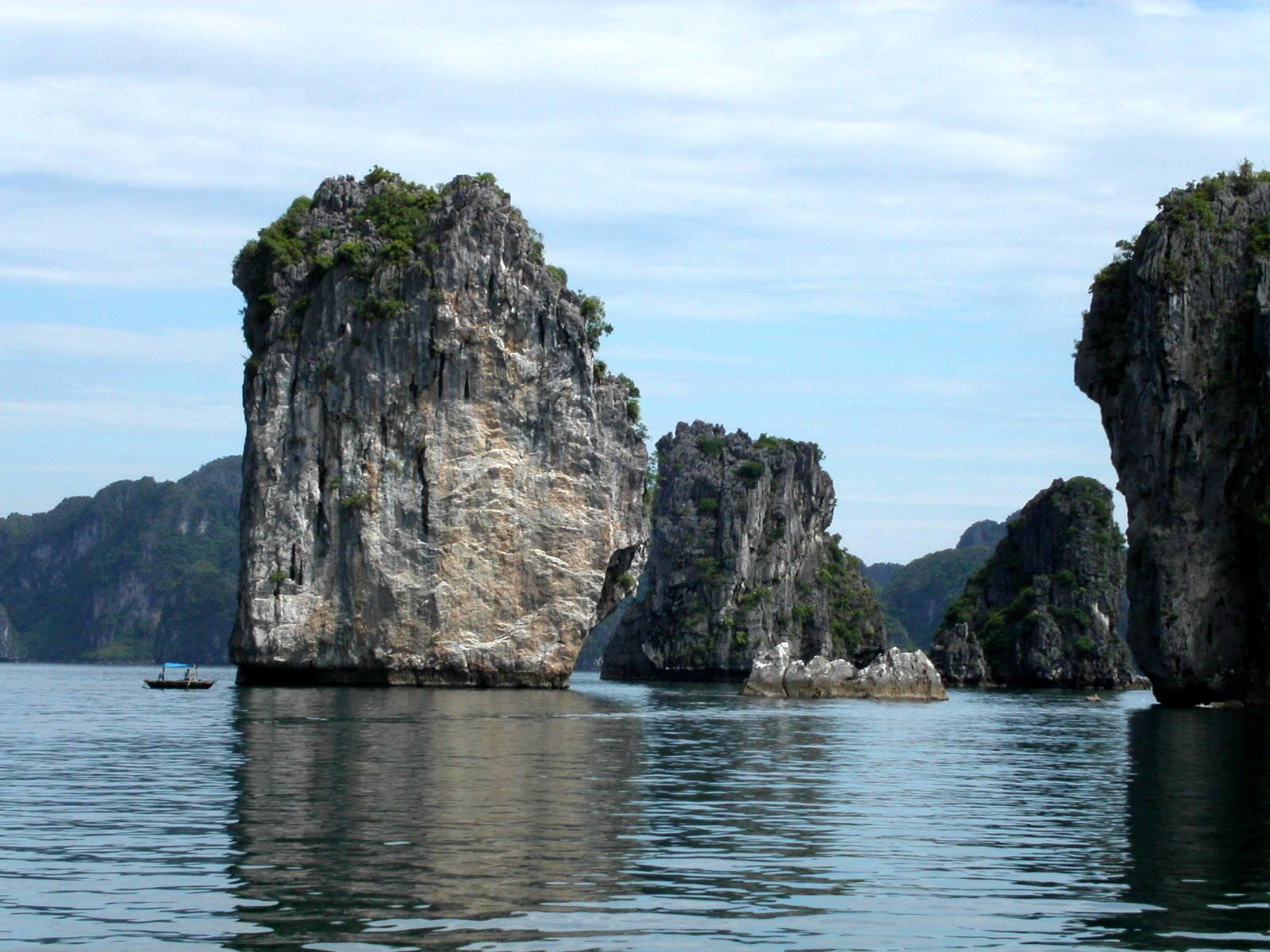
Một góc Vịnh Hạ Long.
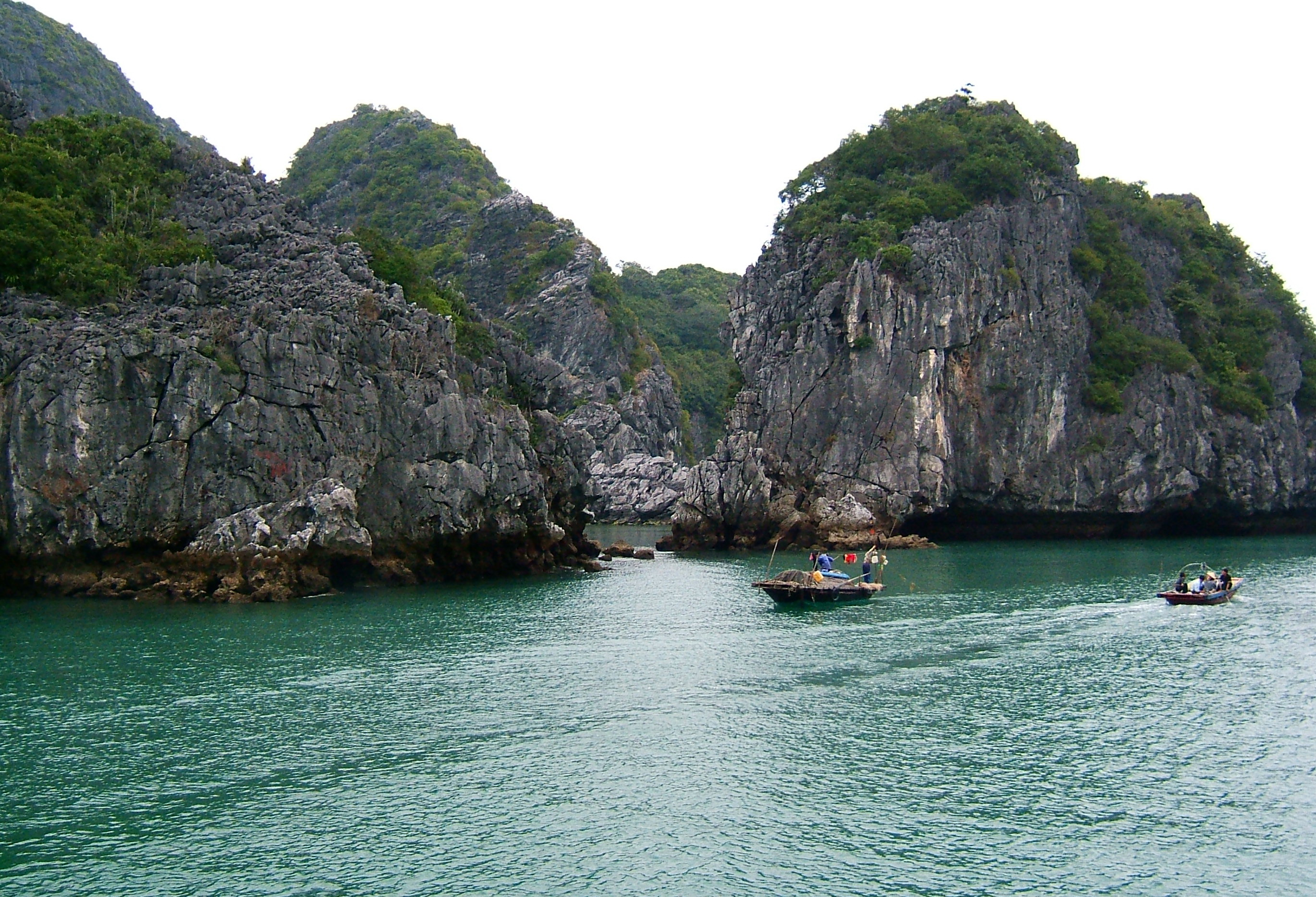
Một số đảo trong quần đảo Cát Bà thuộc vịnh Lan Hạ.
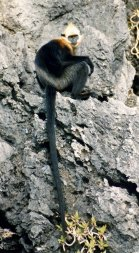
Voọc Cát Bà.
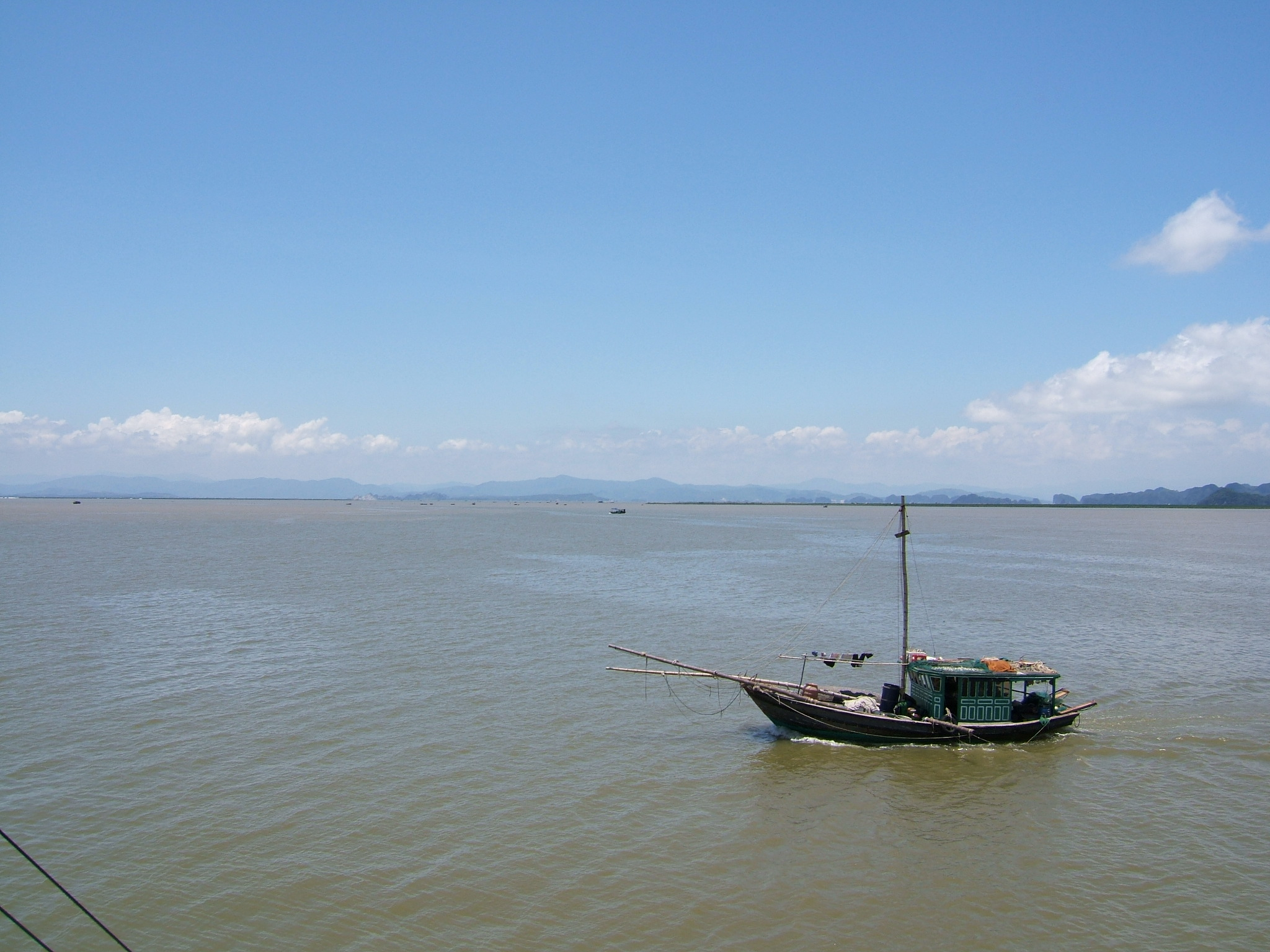
Sông Bạch Đằng đoạn gần cửa sông (ảnh chụp từ trên phà Đình Vũ cắt ngang sông ra huyện đảo Cát Hải).
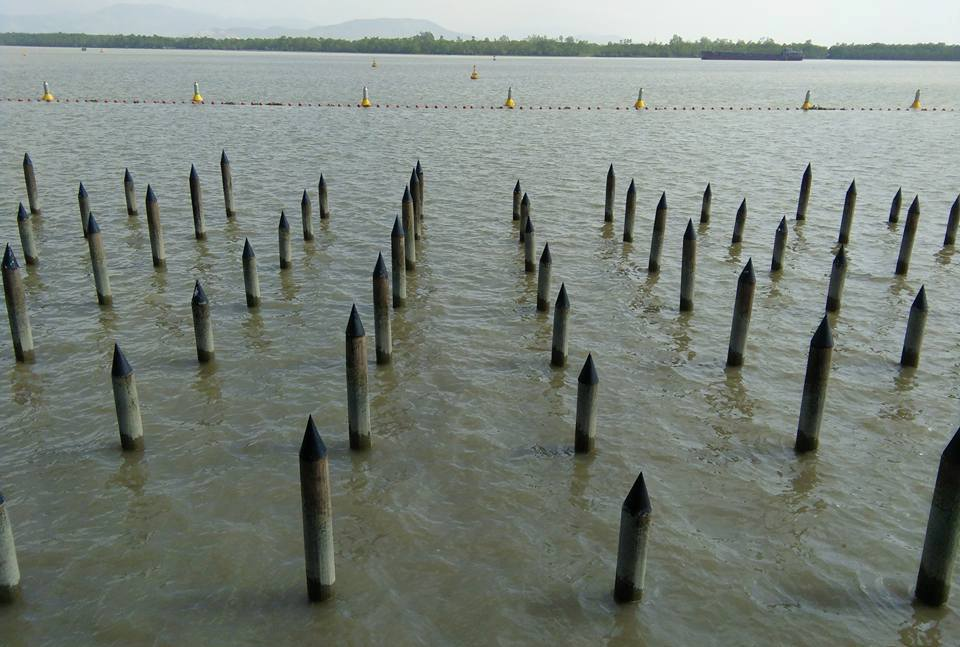
Mô hình phục dựng lại một phần trận địa bãi cọc Trận Bạch Đằng năm 938 ở Khu di tích Bạch Đằng Giang, Hải Phòng.
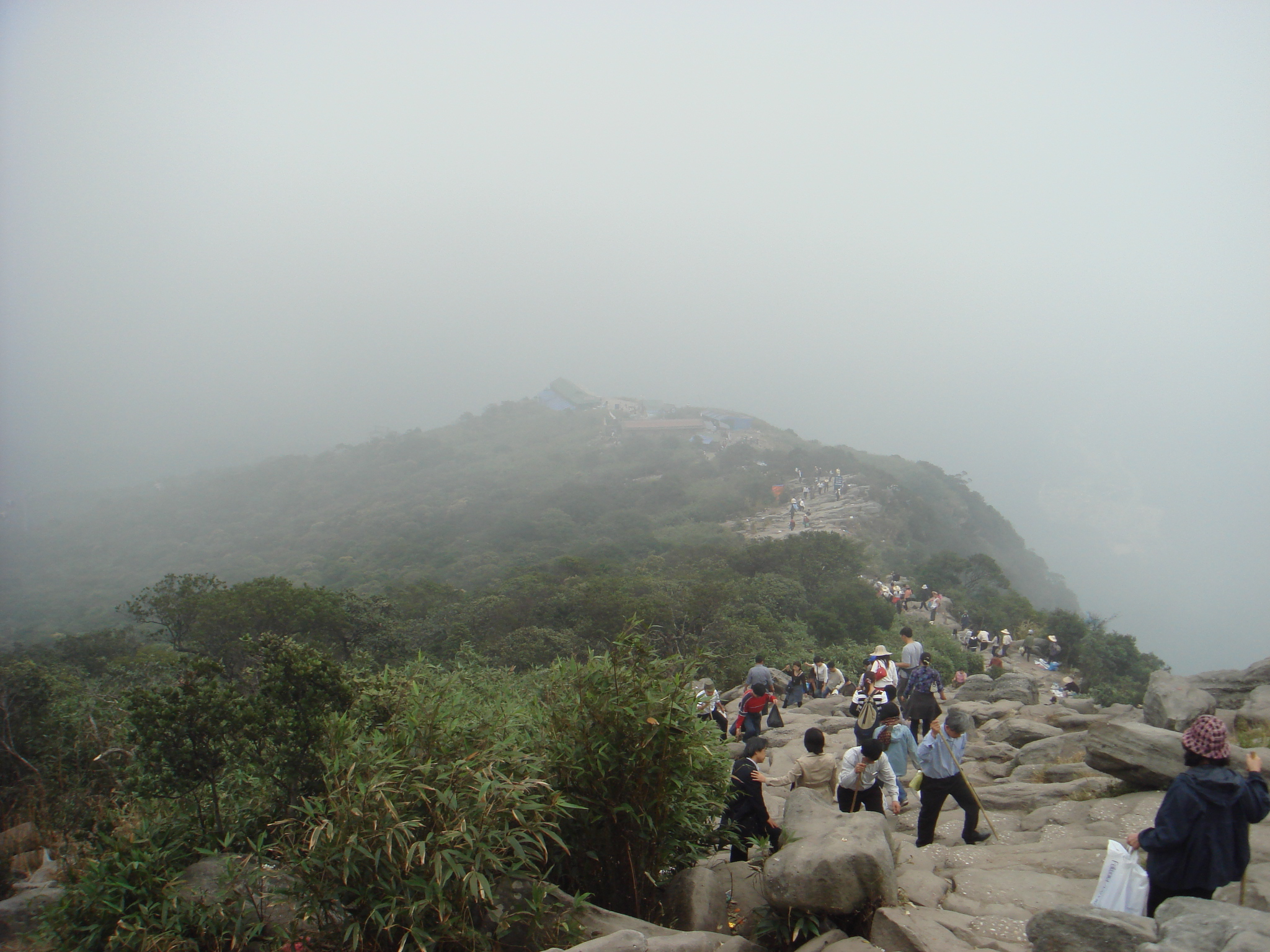
Núi Yên Tử thuộc Quần thể di tích danh thắng Yên Tử.
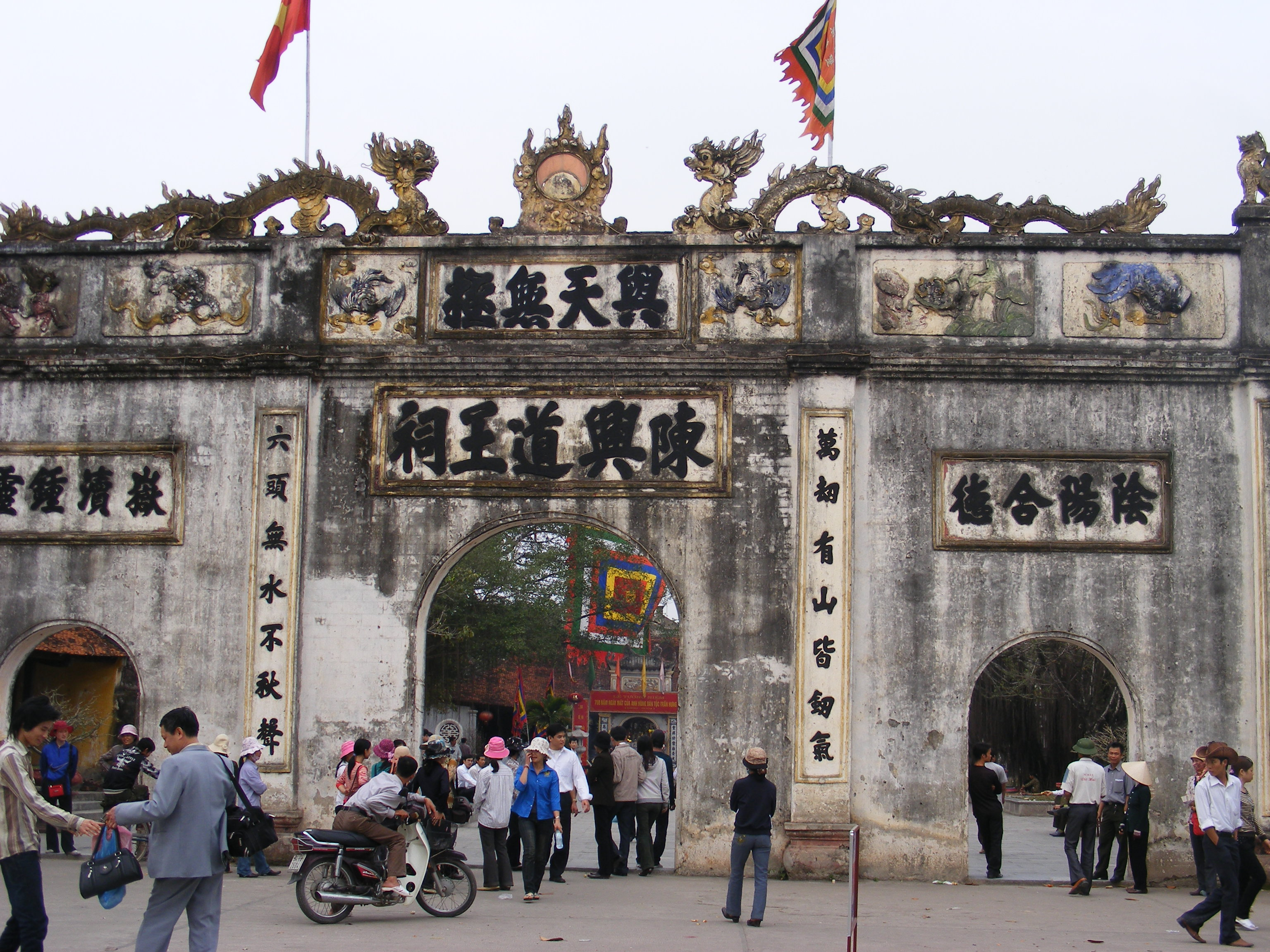
Khu di tích Côn Sơn - Kiếp Bạc (Chí Linh, Hải Dương).
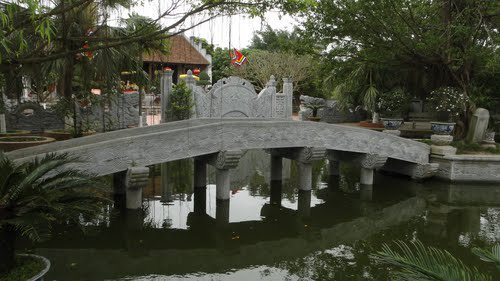
Một góc phía trước đền thờ Trạng Trình trong quần thể Khu di tích Trạng Trình Nguyễn Bỉnh Khiêm Khiêm (Vĩnh Bảo, Hải Phòng).
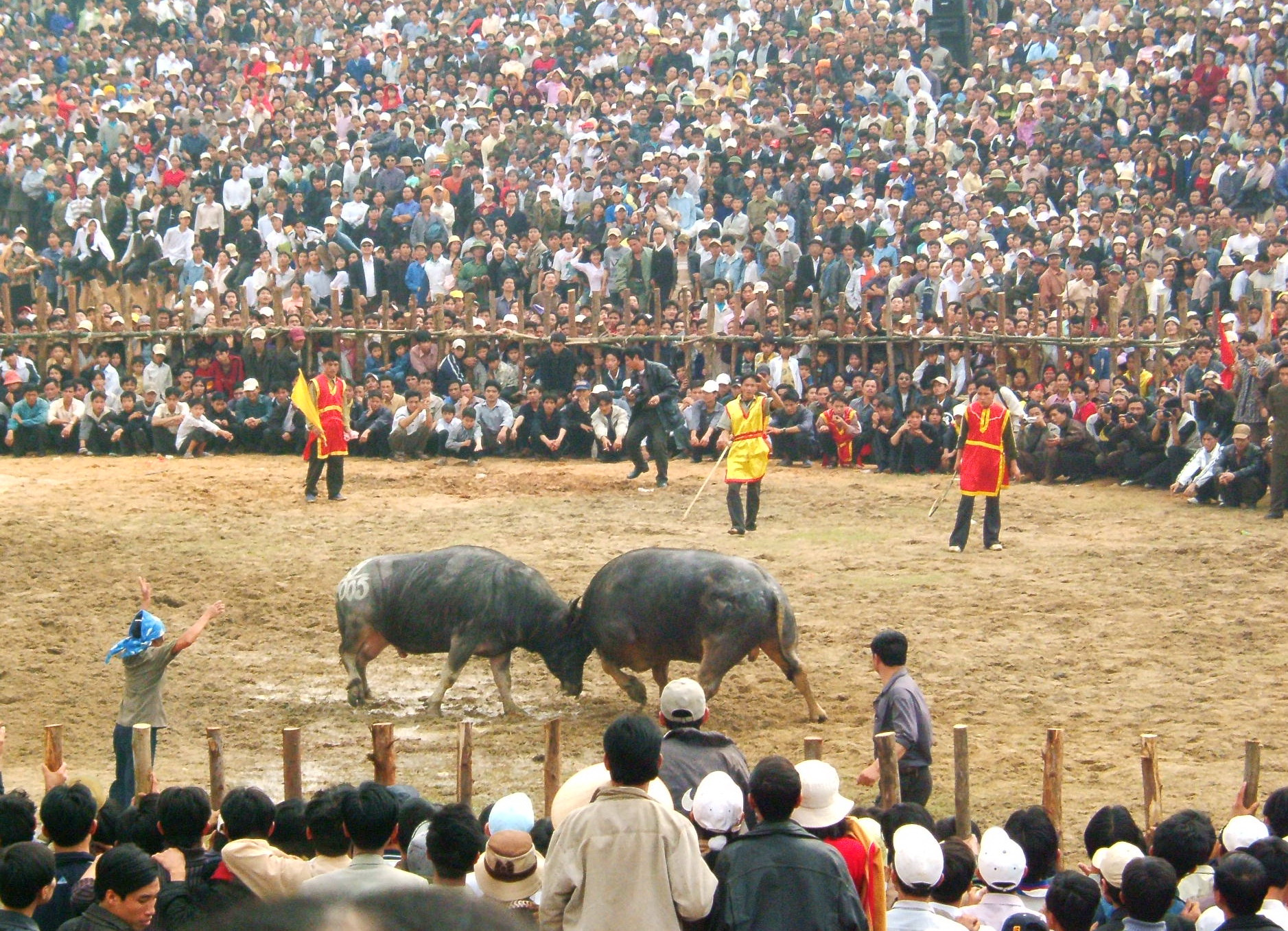
Lễ hội chọi trâu Đồ Sơn.
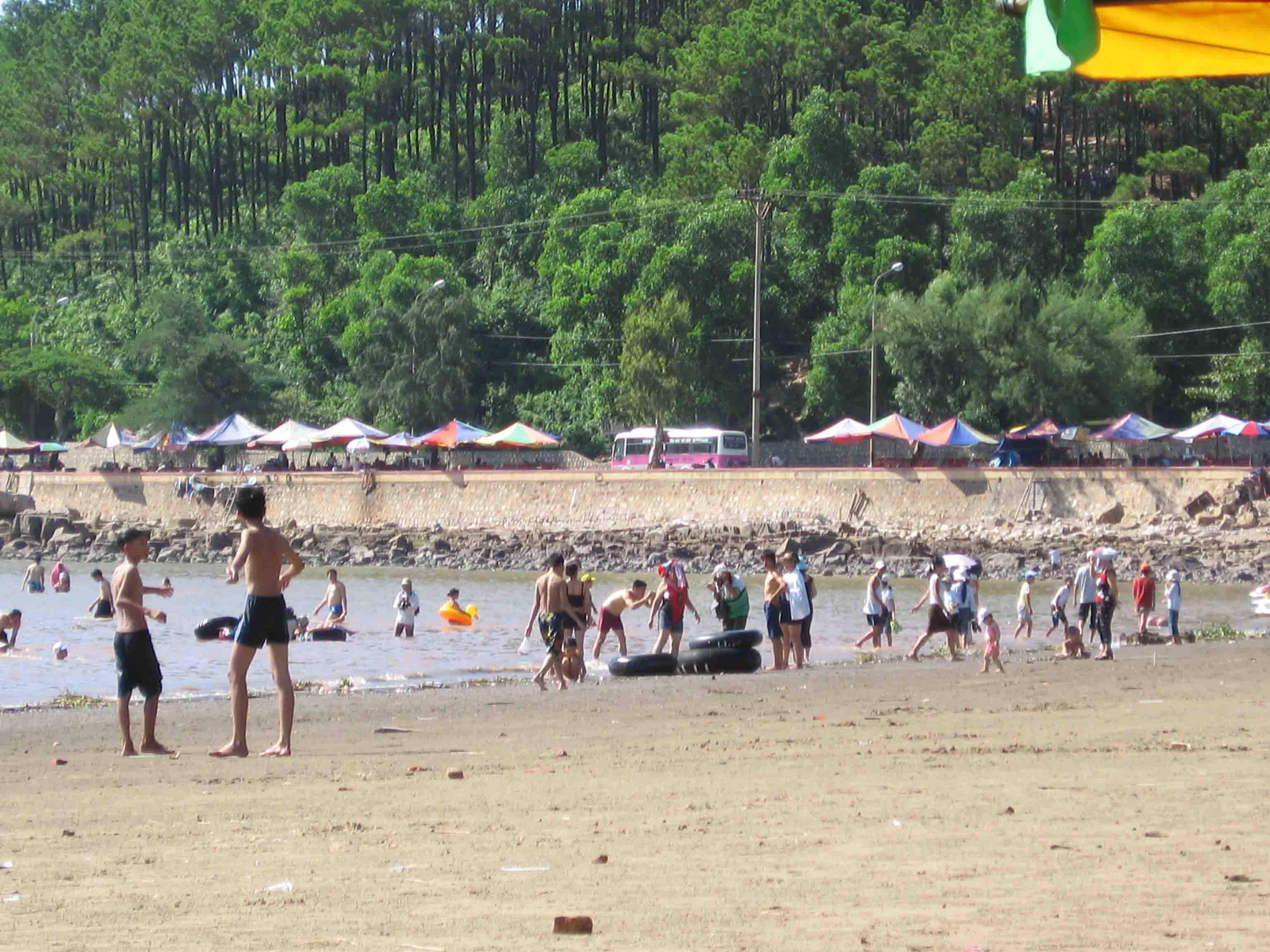
Bãi tắm biển Đồ Sơn.
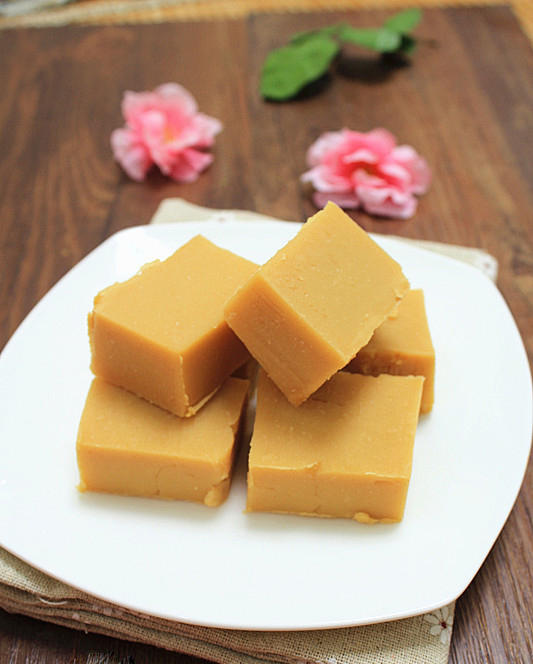
Bánh đậu xanh, một đặc sản của ẩm thực Hải Dương.
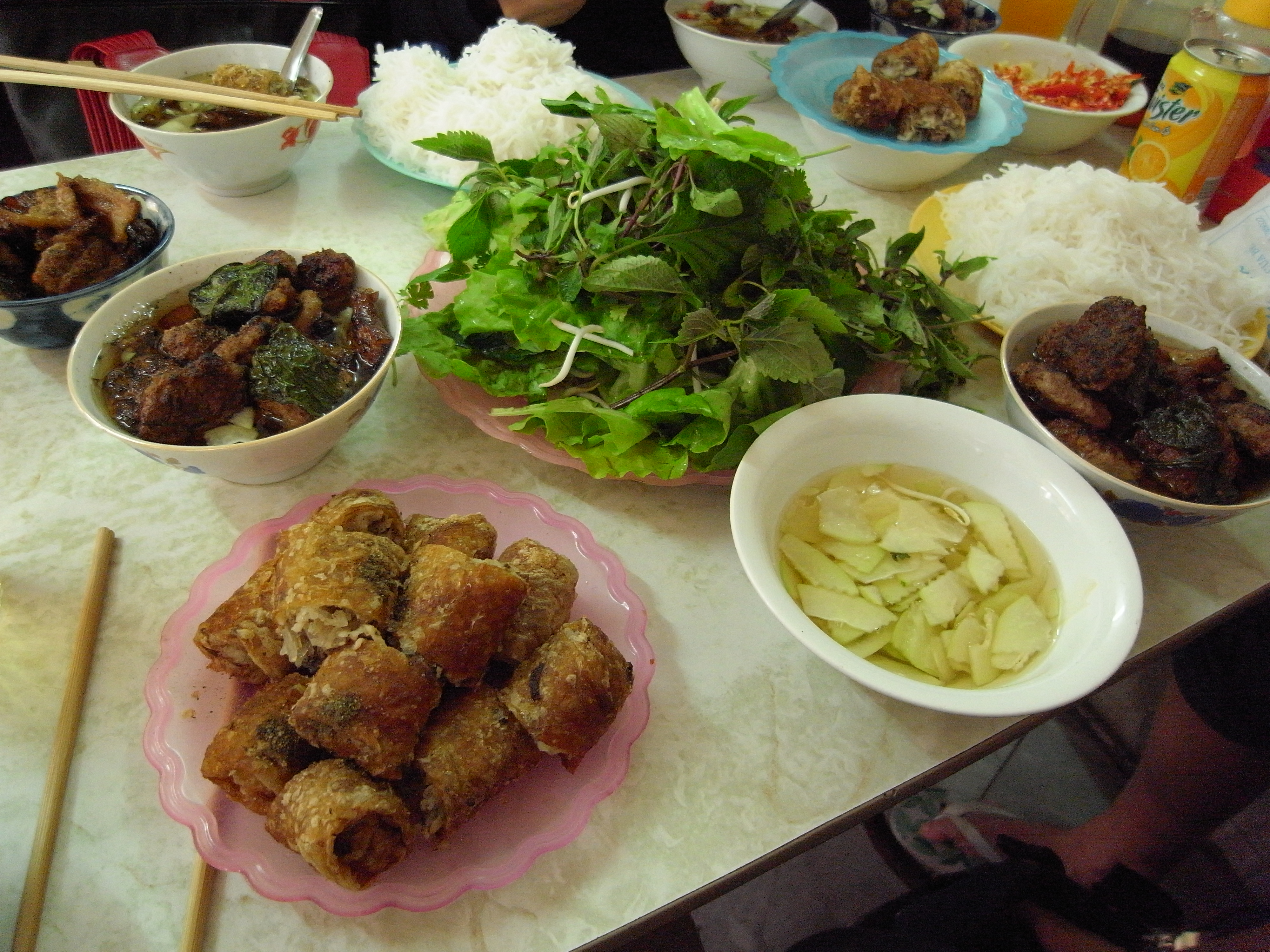
Nem vuông cua bể, một món ăn đặc trưng của thành phố cảng Hải Phòng.
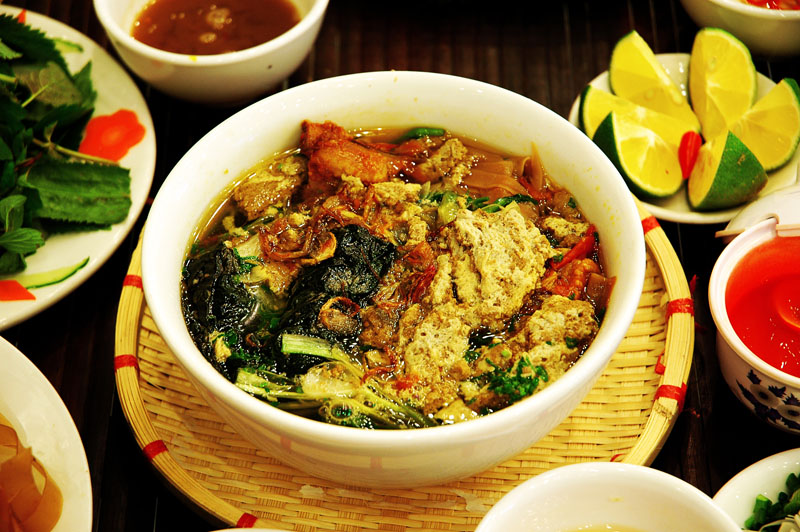
Bánh đa cua, một món ăn đặc trưng khác của ẩm thực Hải Phòng.
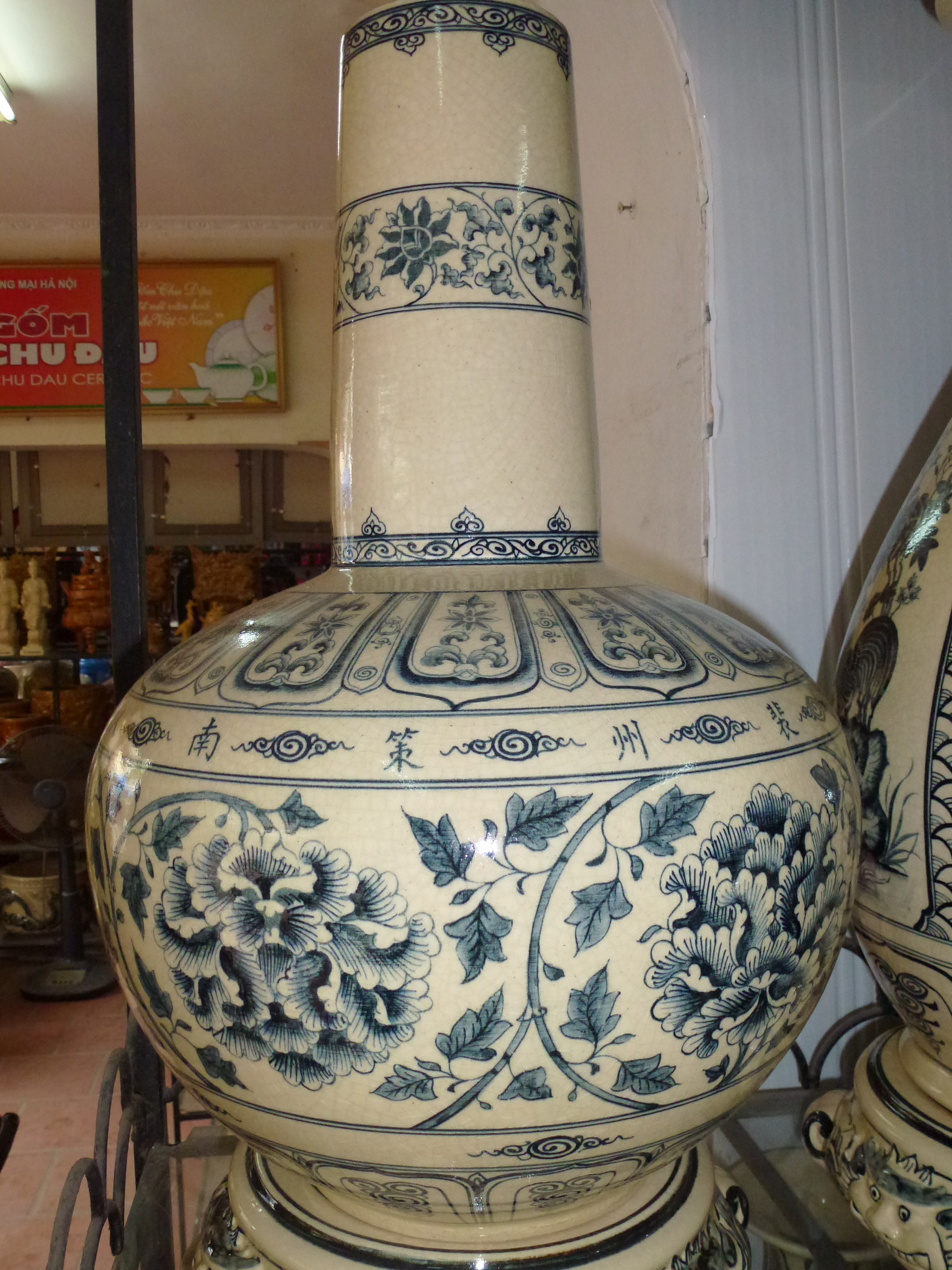
Bình gốm Chu Đậu.

## Tư liệu tham khảo
- Hà Nguyễn, Tiểu vùng văn hóa xứ Đông. (Nhà xuất bản Thông tin và Truyền thông, 2013)